# 월란정사
월란정사(月瀾精舍)는 경상북도 안동시 도산면 원천리에 있는 건축물이다. 2016년 11월 3일 안동시의 문화유산 제105호로 지정되었다.

## 지정 사유
이 정사가 있는 자리는 퇴계가 31세 때인 1531년부터 1566년까지 수시로 여러 제자들과 더불어 유거강학하고 특히 농암 이현보를 모시고 철쭉꽃이 만발한 음력 4월에 "월란척촉회"라는 문학동호회를 만들어 시문을 읊던 "월란암" 옛 터로 도학을 강론하던 도산학 발상지의 유서 깊은 곳이다.
월란정사의 현재 건물은 당시 퇴계의 제자 중에서 여기서 가장 오래도록 유거독서한 만취당 김사원의 후손들이 옛 월란암이 있던 곳에 1860년에 정사를 창건하였다.
건물은 정면 3칸, 측면 1칸 반 규모의 一자형 집이다. 가운데에 1칸 대청을 놓고 그 좌우에 각 1칸씩의 온돌방을 두었다. 건물은 자연석 허튼 층 쌓기 한 기단 위에 막돌 초석을 놓고 정면 모두와 우측면 가운데 기둥만 원주를 세우고 나머지는 방주를 세운 5량 가 홑처마 팔작지붕 집이다.
퇴계와 관련된 역사적 의미를 지닌 장소성을 갖고 있으며, 건축양식도 온전히 보존되고 있어 중요한 역사문화환경요소로서의 가치가 있다고 판단되므로 안동시 문화유산(유형유산)으로 지정한다.